# Mękarzów

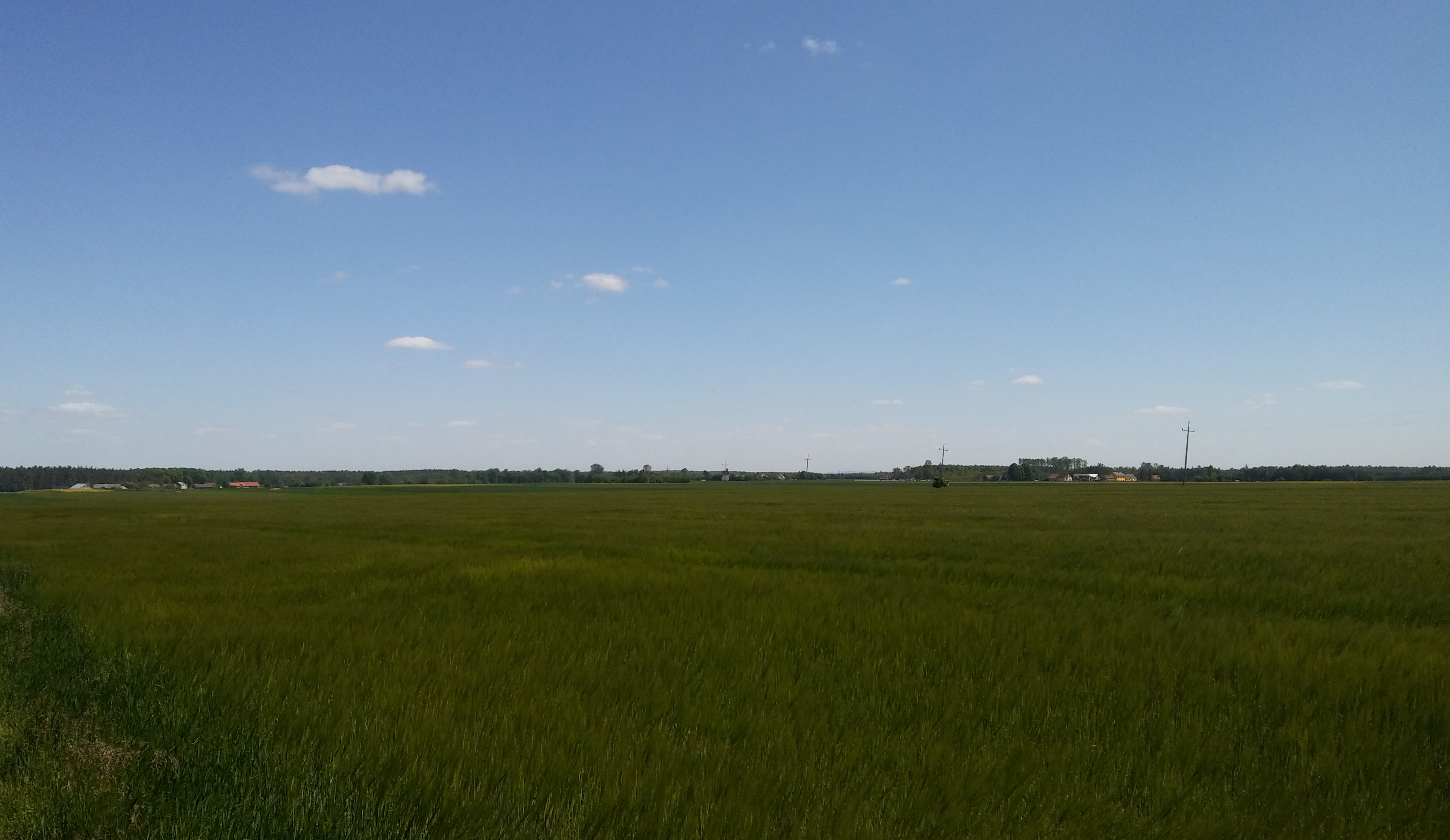
Panorama Mękarzów

Mękarzów ist ein Schulzenamt in Polen, gelegen in der Woiwodschaft Heiligkreuz, im Powiat Włoszczowski, in der Gmina Moskorzew. Es liegt 7 km nördlich von Moskorzew, 23 km südlich von Włoszczowa und 71 km südwestlich von Kielce. Im Jahr 2021 hatte das Dorf 242 Einwohner.

## Geschichte
Das Dorf war adliger Besitz, dessen Besitzurkunden bis ins 14. Jahrhundert zurückreichen.
Von 1381 bis 1421 war Żyra (Żyrka) von Mękarzów, Radków (1384–1421) und Błozowice (1385–1401) der Erbe - Sohn von Tomek von Mękarzów des Wappens Prawda, Vater von Jan, Sasin, Andrzej, Mikołaj, Elżbieta und Katarzyna.
Die nächsten Besitzer waren die Żyras, die auch unter den Namen Mękarscy und Mękarzowscy bekannt waren.
Anschließend erscheint in den Teilungen (1437–1458) Klemens Mysłowski von Mysłowice.
Von 1460 bis 1476 war Andrzej von Mękarzów und Radków Wappens Prawda, Sohn von Jan Żyra von Mękarzów, Bruder von Jan, Piotr und Stanisław von Mękarzów, Ehemann von Beata, der Tochter von Mikołaj von Czarnca - Kreis Chęciny (Długosz Liber beneficiorum), der Erbe.
Die Namen Mękarscy und Mysłowski erscheinen in den Besitzteilungen bis zum Ende des 16. Jahrhunderts.
In den Jahren 1975–1998 gehörte der Ort administrativ zur Woiwodschaft Częstochowa.

## Denkmäler
Gutshofanlage:

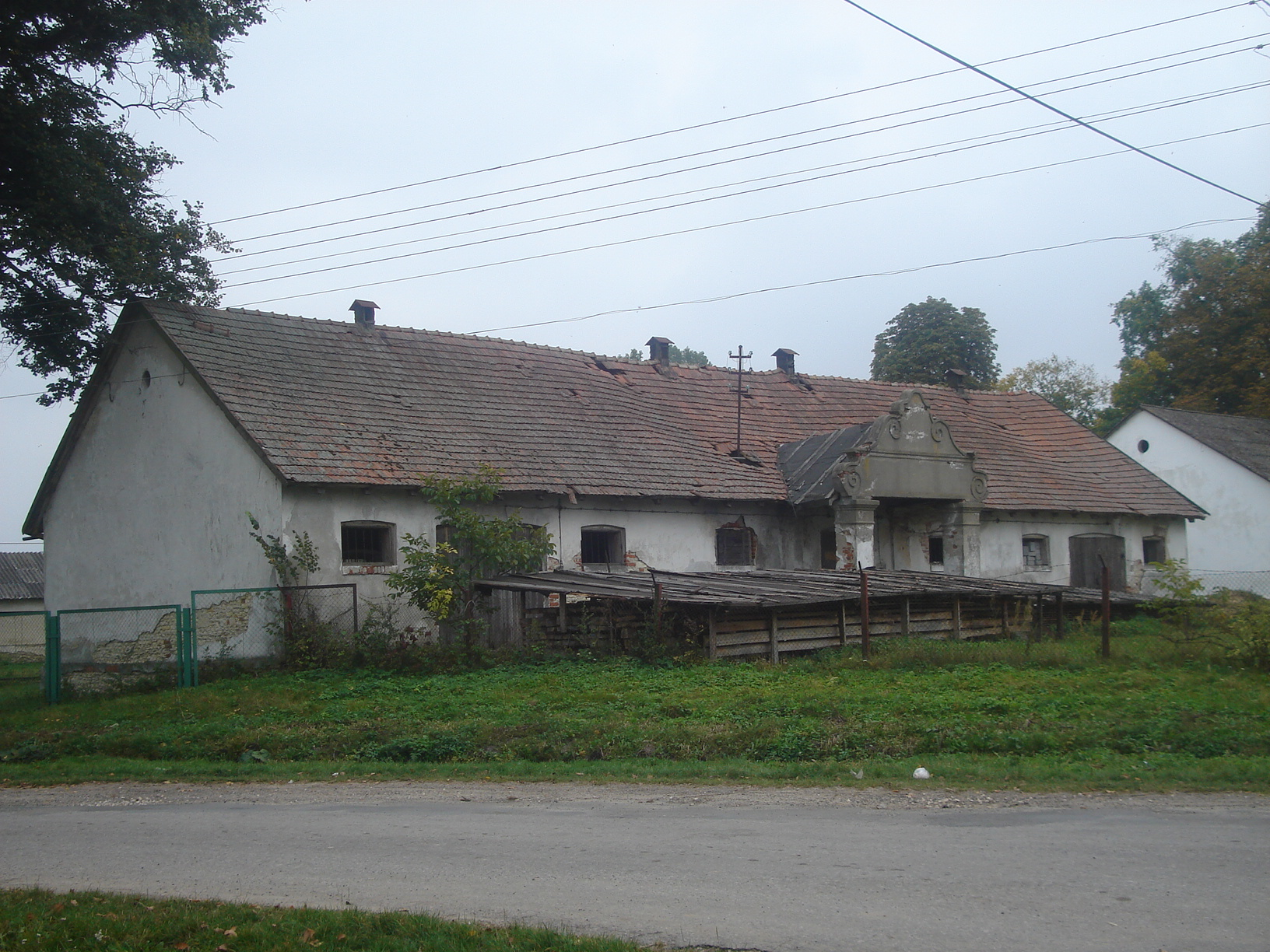
Gutshofbebauung

- gemauertes Herrenhaus aus dem 19. Jahrhundert; umgebaut
- Park aus dem 17. Jahrhundert; umgestaltet an der Wende des 19. zum 20. Jahrhundert